# Uonuma
Uonuma (jap. 魚沼市 Uonuma-shi) – miasto w Japonii, w południowo-wschodniej części prefektury Niigata, na wyspie Honsiu (Honshū), m.in. nad rzekami Uono (66,7 km)  i Sanashi (18,5 km).
Miasto zostało utworzone w 2004 roku z administracyjnego połączenia dwóch miasteczek i kilku wiosek, które należały do powiatu Kita-Uonuma.

## Położenie
Części miasta znajdują się w granicach Parku Narodowego Oze i Quasi-Parku Narodowego Echigo Sanzan-Tadami.
Miasto leży w środkowej części prefektury i graniczy z:
- Nagaoka
- Ojiya
- Tōkamachi
- Sanjō
- Minami-Uonuma

## Galeria

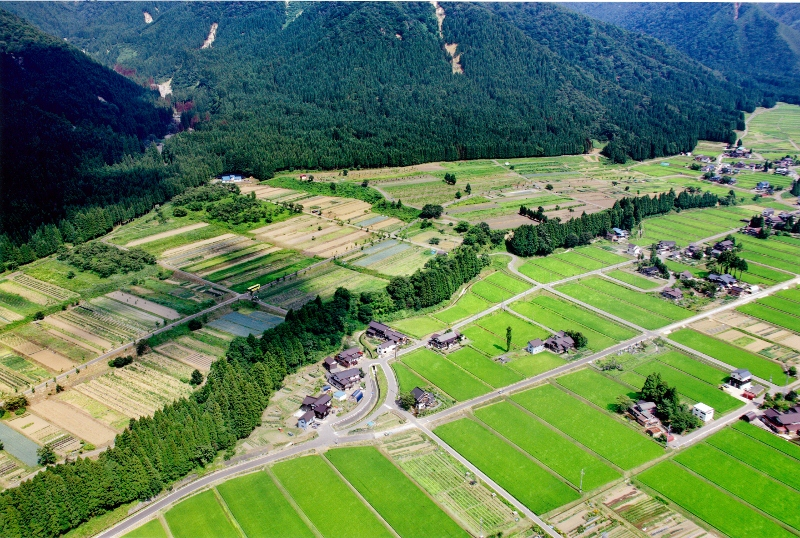
Uonuma, uprawy ryżu koshihikari
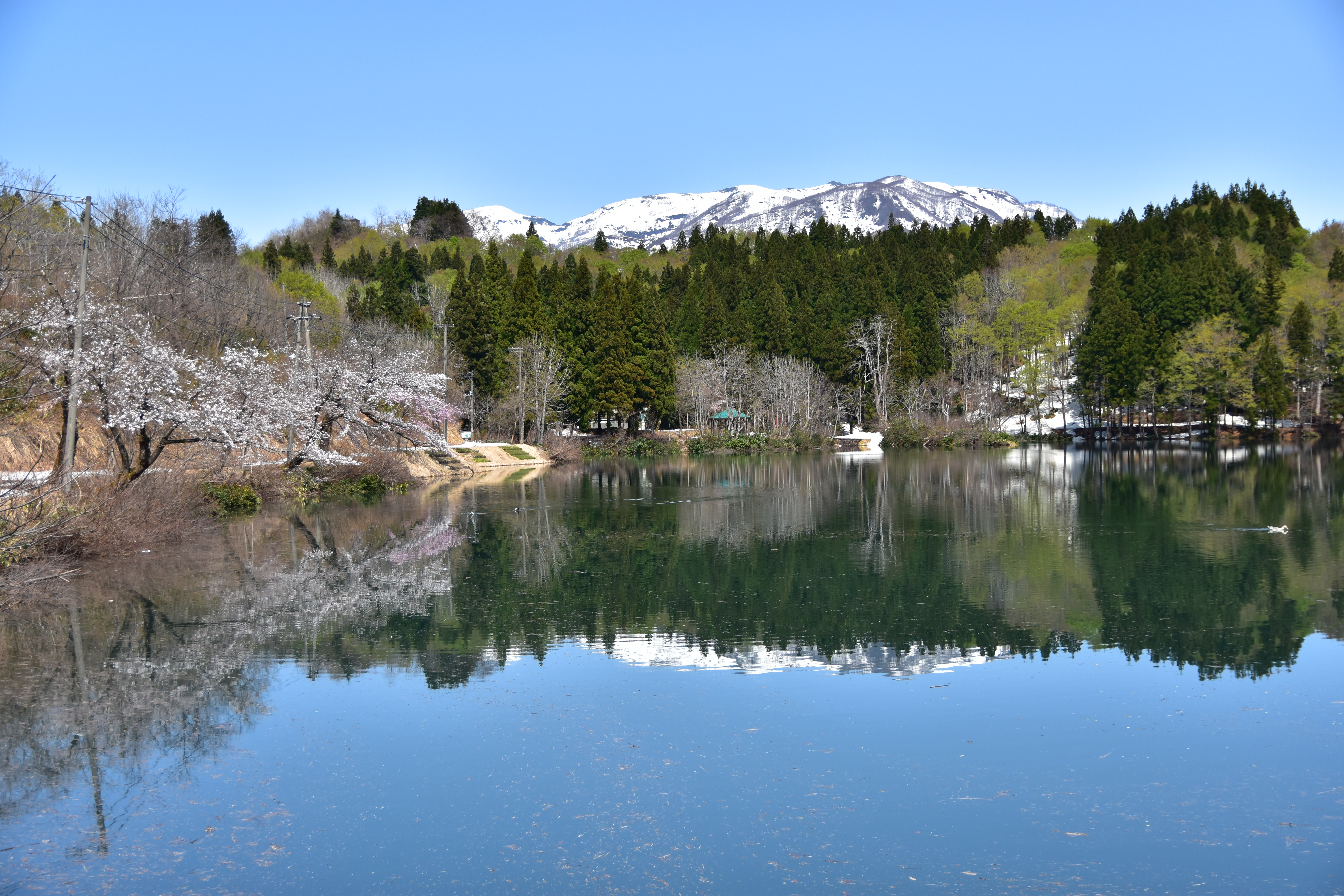
Uonuma, jezioro Kagami-ga-ike
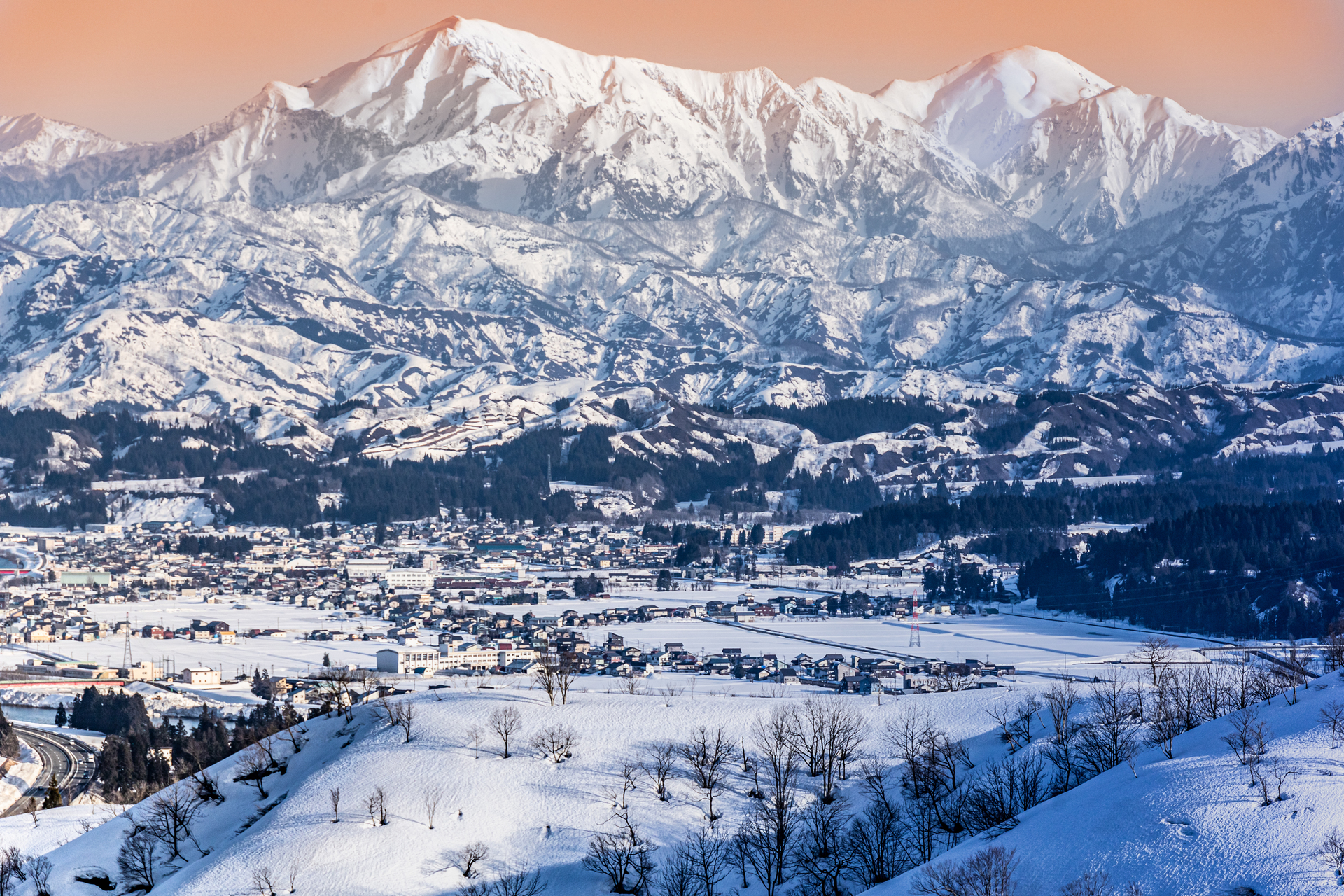
Uonuma zimą